# Anas nesiotis
L'alzavola delle Campbell o anatra dell'Isola di Cambell (Anas nesiotis J.H.Fleming, 1935) è un uccello acquatico, incapace di volare, della famiglia Anatidae, endemico delle isole Campbell (Nuova Zelanda).

## Descrizione
È una piccola anatra, della lunghezza media di 48 cm, inadatta al volo.

Il piumaggio è uniformemente di colore marrone scuro, con un piccolo anello bianco intorno agli occhi. Nel periodo dell'accoppiamento la testa e la schiena dei maschi assumono riflessi iridescenti verdastri.

## Distribuzione e habitat
Anas nesiotis è un endemismo puntiforme di Dent Island, una delle isole Campbell (Nuova Zelanda). 
È presente in buona parte dell'isola, prediligendo le aree umide costiere, al di sotto dei 100 m di altitudine.

## Biologia

### Alimentazione
Si nutre principalmente di alghe, piccoli crostacei anfipodi, lombrichi e insetti.

## Conservazione
La Lista Rossa IUCN classifica Anas nesiotis come specie come in pericolo di estinzione (Endangered).
L'unica popolazione esistente sulle Isole Campbell si era ridotta, nel 1999, a sole 25 coppie nidificanti. Un programma di reintroduzione partito nel 2004 ha fatto salire il numero di uccelli presenti a oltre 200.